# 50가지 그림자: 해방 (영화)
《50가지 그림자: 해방》(영어: Fifty Shades Freed)은 2018년 공개된 미국의 영화 작품이다. 제임스 폴리가 감독, 나이얼 레너드가 각본을 맡았다. E. L. 제임스의 동명 소설을 원작으로 하고 있다. 《50가지 그림자 시리즈》의 세번째 작품이자 마지막 작품으로, 《그레이의 50가지 그림자》 (2015), 《50가지 그림자: 심연》 (2017)에 속편에 해당한다. 전 시리즈에 이어 다코타 존슨이 아나스타샤 스틸 역, 제이미 도넌이 크리스찬 그레이 역을 맡는다.

## 출연
- 다코타 존슨 : 아나스타샤 스틸 역
- 제이미 도넌 : 크리스찬 그레이 역
- 에릭 존슨 : 잭 하이드 역
- 애리엘 케벨 : 지아 마테오 역
- 테일러 후츨린 : 보이스 폭스 역
- 칼럼 키스 레니 : 레이 스틸 역
- 맥스 마티니 : 테일러 역
- 리타 오라 : 미아 그레이 역
- 페이 매터슨 : 게일 존스 역
- 루크 그라임스 : 엘리엇 그레이 역
- 브랜트 도허티 : 소이어 역
- 킴 베이신저 : 엘레나 링컨 역
- 딜런 닐 : 밥 아담스 역
- 앤드류 에어리 : 캐릭 그레이 역